# Alpha Hydrae

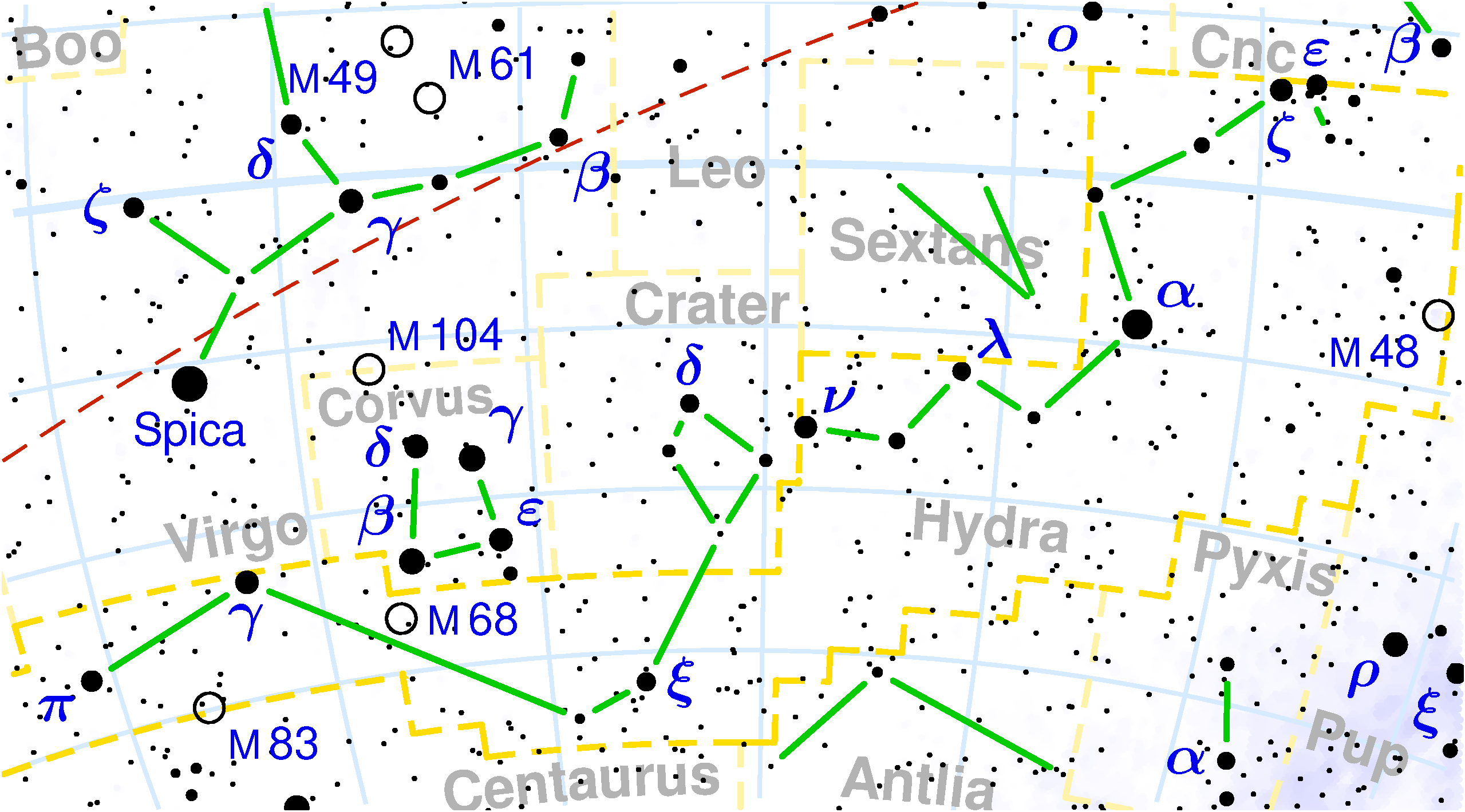
Mapa da constelação de Hydra

Alpha Hydrae (α Hya), a Alfa da Hidra ou, popularmente, Alfarde, é a estrela mais brilhante da constelação da Hidra. 
O nome Alfarde vem do árabe قلب الفرد, qalb al-fard, que quer dizer "a solitária".
Trata-se de uma gigante laranja da classe espectral K3 II-III, a uma distância de 	177 ± 8 anos luz da Terra, com magnitude aparente de +1,98m e absoluta de −1.70m.
Na bandeira do Brasil, Alfarde representa o estado do Mato Grosso do Sul. 
A minivan Toyota Alphard foi assim batizada em homenagem à estrela.
Um dos personagens de Re:Zero, Roy Alphard, possui este nome como uma forma de homenagem à estrela.
No Chile foi criada uma banda de Death Metal/Doom Metal cujo nome é Alphard.

## Coordenadas (equinócio2000)
- Ascensão recta: 9h 25m 10s
- Declinação: -8° 26' 0"